# Plebiscito sobre o estatuto da Togolândia britânica em 1956
Um referendo sobre o estatuto do território da Togolândia britânica foi realizado em 9 de maio de 1956. Desde a Primeira Guerra Mundial, o território tinha sido um mandato da Liga das Nações e, em seguida, um território sob tutela das Nações Unidas sob controle britânico. O referendo ofereceu aos habitantes a opção de permanecer um território sob tutela até que a vizinha Togolândia francesa decidisse sobre seu próprio futuro, ou tornar-se parte de um futuro Gana. O grupo étnico nativo e dominante da Togolândia, os jejes, através do Congresso da Togolândia, fez campanha  contra este referendo, preferindo a fusão com a Togolândia francesa.
O resultado final foi de 63,9% a favor da integração. 

## Resultados
| Opção                                            | Votos   | %    |
| ------------------------------------------------ | ------- | ---- |
| Integração com o Gana                            | 142.214 | 63.9 |
| Administração Fiduciária das Nações Unidas       | 80.199  | 36.1 |
| Votos inválidos / em branco                      |         | –    |
| Total                                            | 224.313 | 100  |
| Eleitores registrados / afluência                | 272.663 |      |
| Fonte: Nohlen et al., African Elections Database |         |      |